# John F. Shelley
John Francis Shelley (ur. 3 września 1905 w San Francisco, zm. 1 września 1974 w San Francisco) – amerykański polityk, członek Partii Demokratycznej.

## Działalność polityczna
W okresie od 8 listopada 1949 do rezygnacji 7 stycznia 1964 przez osiem kadencji był przedstawicielem 5. okręgu wyborczego w stanie Kalifornia w Izbie Reprezentantów Stanów Zjednoczonych. A od 8 stycznia 1964 do 8 stycznia 1968 był burmistrzem San Francisco.